# Іванов Віктор Володимирович
Віктор Володимирович Іванов (нар. 8 жовтня 1956, Сталіно — пом. 23 листопада 2007, Одеса) — радянський боксер важкої вагової категорії, виступав за збірну СРСР в середині 1970-х років. Чемпіон Радянського Союзу, учасник літніх Олімпійських ігор у Монреалі, майстер спорту СРСР міжнародного класу.

## Біографія
Віктор Іванов народився 8 жовтня 1956 року у Сталіно. Активно займатися боксом почав у місцевому спортивному клубі «Динамо» під керівництвом заслуженого тренера Анатолія Коваленка. Спочатку фахівці ставилися до нього скептично, але завдяки працьовитості та завзятості спортсмен швидко прогресував і згодом став їздити на великі боксерські турніри. Перший серйозний успіх на рингу прийшов до Іванова на VI Спартакіаді України в Дніпропетровську, коли у важкій вазі він завоював срібну медаль, нокаутувавши трьох своїх суперників. Потім була перемога на турнірі боксерів шести країн у Шверіні, перше місце на відомому міжнародному турнірі «Чорні алмази» у Польщі, пам'ятна золота медаль за перемогу на турнірі «Дружба» у Галлі, перемога на першості СРСР серед юніорів у Ярославлі, участь у матчі важковаговиків СРСР — США, де Іванов на рингах Нью-Йорка, Цинциннаті та Лас-Вегаса тричі у перших раундах узяв гору над американськими спортсменами.
Справжня популярність прийшла до Іванова в 1976 році, коли він пробився до дорослої національної збірної, виграв першість СРСР і завдяки низці вдалих виступів здобув право захищати честь країни на Олімпійських іграх в Монреалі. Спортсмен планував поборотися на Іграх за медаль, але з ряду причин підійшов до змагань не в найкращій формі й програв уже в другому матчі на турнірі — з рахунком 1:4 болгарину Атанасу Сапунджиєву. У 1977 році брав участь в абсолютному чемпіонаті СРСР, поступившись боксеру Миколі Аксьонову, опинившись у третьому раунді у важкому нокдауні.
Після цих невдач кар'єра Іванова пішла на спад, він почав зловживати алкоголем і незабаром втратив місце у збірній. Помер 23 листопада 2007 року в Одесі.